# Mucus

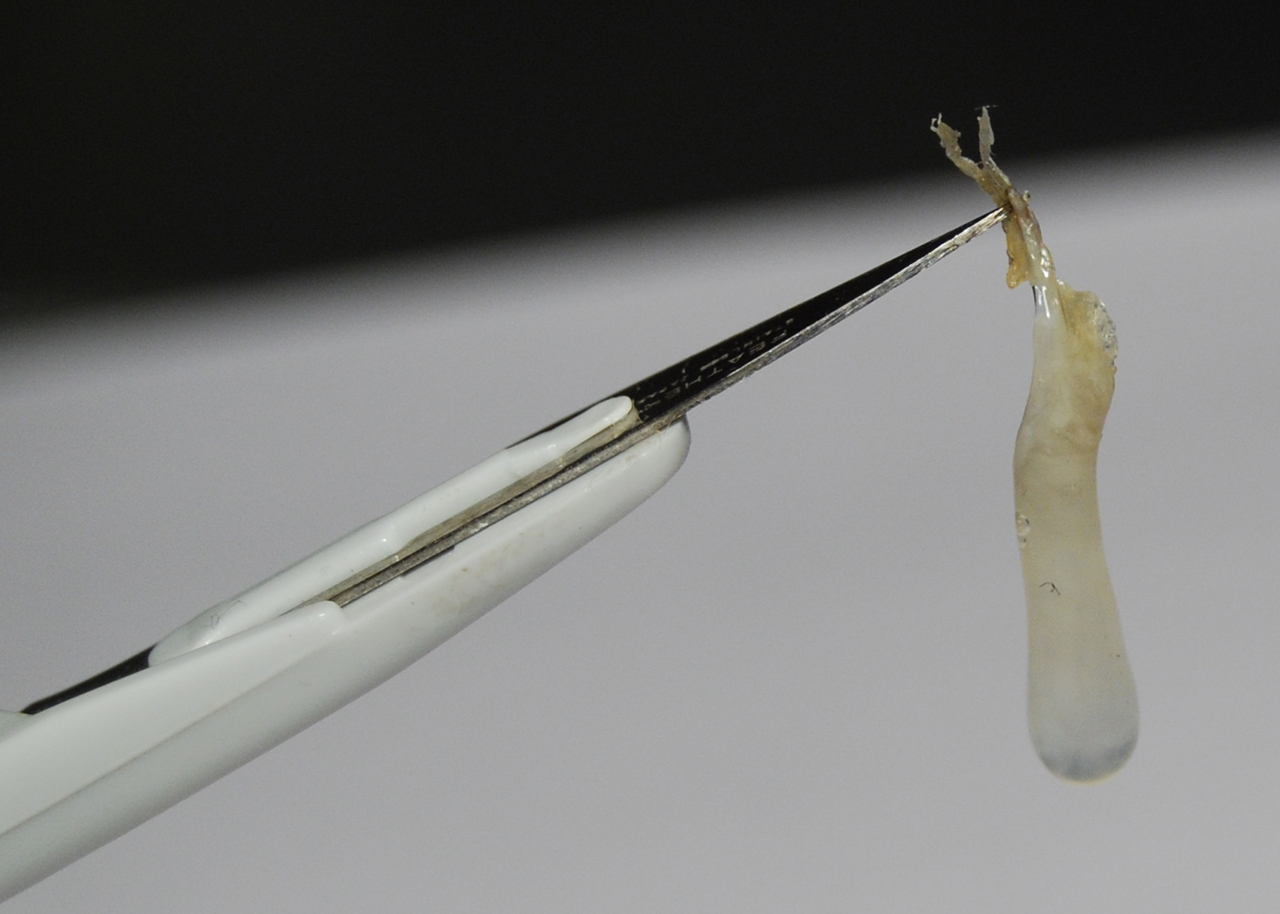
Mucus pulmo-nasal d'un être humain

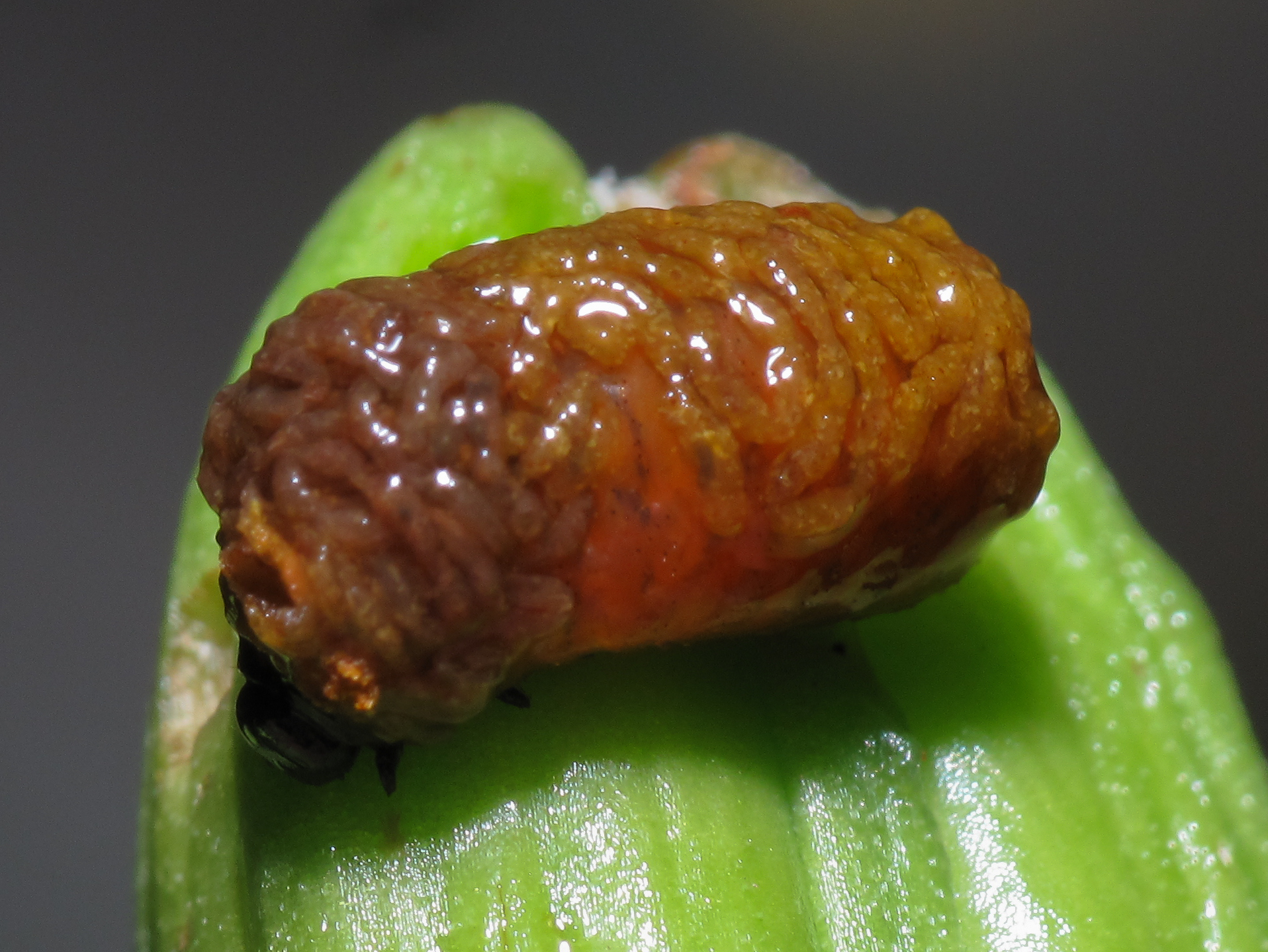
Chez quelques espèces d'insectes, dont Lilioceris lilii, les larves s'enveloppent d'un mélange de mucus, d'excréments et d'exuvies imprégnés de molécules antibiotiques ou répulsives pour la plupart de leurs prédateurs. L'odeur de ce manteau d'excretas et d'exuvies attire néanmoins des prédateurs spécialisés qui ont probablement coévolué avec ces insectes.

Les mucus sont différentes sécrétions visqueuses et translucides, peu ou assez peu solubles dans l'eau, produites par des glandes spécifiques de divers organismes, et chez ceux-ci par divers organes internes (ex. : par les cellules caliciformes de l'estomac) ou muqueuses internes ou par la peau (ex. : chez les poissons, certains amphibiens, les limaces, escargots…).

## Types de mucus
Les mucus (aussi dits exopolymères) ont une consistance gélatineuse et lubrifiante généralement due à des protéines particulières dites « mucoprotéines » : grandes et « lourdes » protéines dont beaucoup sont des « glycoprotéines », dont « mucopolysaccharides ». C'est le cas par exemple de la mucine, protéine présente dans de nombreux types de mucus, biosynthétisée par des glandes spécialisées, d'organes tels que la muqueuse stomacale,. La composition d'un mucus peut être très complexe ; ainsi l'analyse du mucus du saumon atlantique a révélé qu'il était composé d'environ 530 protéines.
Dans le monde animal, les escargots, limaces et d'autres espèces (poissons, certains invertébrés) produisent des mucus externes ayant des fonctions de protection et parfois de facilité de déplacement, voire de communication (exemple : traces de mucus laissées par les limaces).
L'homme produit également des mucus dans les poumons, le système digestif (sphère ORL, estomac, et zones gastroduodénale, intestin) et système reproducteur (liquide séminal, glaire cervicale).
Le mucus stomacal des mammifères, insoluble, est très résistant aux acides et aux enzymes, même quand il n'est présent qu'en fine épaisseur. L'épaisseur du mucus stomacal varie selon les espèces ; de 166 ± 10 μm chez le rat, 234 ± 9 μm chez le cochon d'inde, 429 ± 17 μm chez le chien et plus épaisse chez l'homme (576 ± 81 μm) dans l'estomac humain), et cette épaisseur varie selon les stimuli reçus par le système digestif. Il s'adapte aux sels.
Les mucilages externes et internes produits par la plupart des végétaux, et notamment certaines algues, ont un aspect semblable au mucus mais sont principalement constitués de polysaccharides et ne contiennent que peu de protéines.

## Fonctions
On connaît de nombreuses fonctions aux mucus. En voici quelques exemples :
- certains mucus externes sécrétés par les glandes séreuses épidermiques (produits par des amphibiens dont certains crapauds, grenouilles et salamandres) peuvent contenir de puissantes toxines protégeant l'animal contre ses prédateurs et de certaines infections (fongiques, bactériennes et virales) ;
- le mucus couvrant les écailles ou la peau des anguilles et lamproies… ou de certains poissons à écailles facilite leur déplacement dans l'eau (ou leur reptation sur le sol pour les anguilles) et les rend plus difficiles à capturer par leurs prédateurs ;
- chez les algues marines ou estuariennes de l'estran, un mucus limite la déshydratation et le réchauffement des algues exposées à l'air à marée basse. Il semble aussi impliqué dans la protection contre les ultra violets ;
- certains vers marins des sédiments (néréis) se débarrassent d'une partie des toxiques (métaux lourds notamment) qu'ils ont absorbés. Ils sont excrétés dans des boulettes de mucus[17] ;
- chez l'homme, le mucus produit dans les poumons contribue à protéger le système respiratoire en captant et exportant nombre des particules étrangères qui entrent dans le nez ou la bouche à chaque inspiration. En réponse à l'inhalation de particules ou d'allergènes, la sécrétion de mucus augmente (processus réflexe et de contrôle neurohumoral), excessivement parfois (chez les allergiques ou asthmatiques)[18].
Le mucus, liquide clair et visqueux, composé de glycoprotéines, de lactoferrine et d'autres composés antimicrobiens[19] comme des hypothiocyanites et de protéoglycanes, est formé par les cellules muqueuses ou mucipares (encore appelées, en histologie, cellules « caliciformes à mucus ») dispersées au sein des épithéliums.
Il prévient la dessiccation (assèchement) des tissus. Du mucus facilite le transit des aliments dans l'œsophage, et empêche les sucs gastriques de dissoudre les parois de l'estomac.

## Le mucus chez l'humain

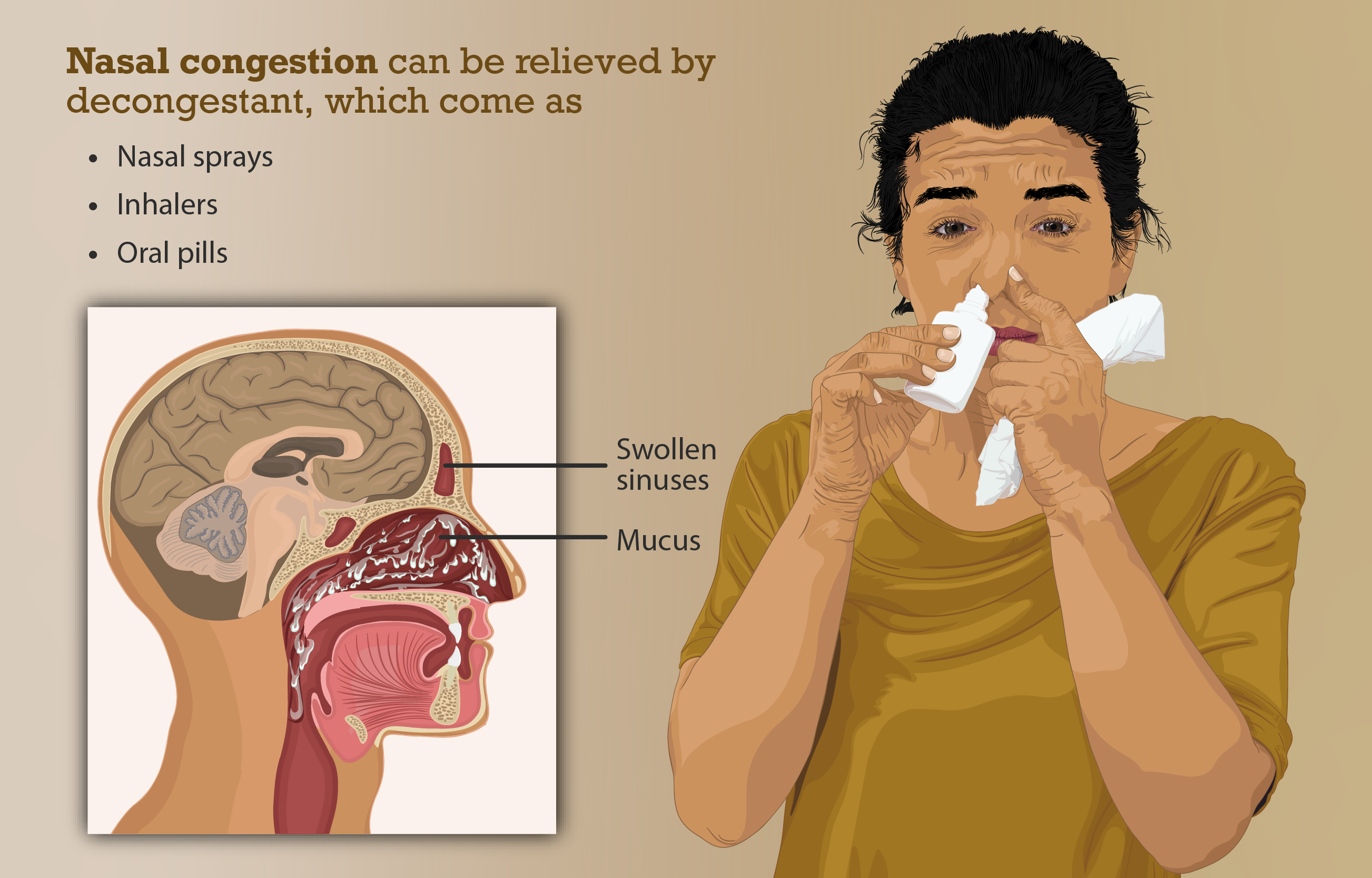
Représentation d'une personne souffrant de congestion nasale. L'inflammation des muqueuses des sinus conduit à l'accumulation de mucus nasal.

La manifestation la plus évidente du mucus est le mucus nasal, très liquide lors des rhumes, qui sort du nez lorsque l'on se mouche ou que l'on éternue. Ce mucus « est composé d’un réseau de glycoprotéines et contient de nombreuses molécules (IgA, lysozyme, défensines) participant au rôle de défense spécifique et non spécifique de l’épithélium nasal. Ses propriétés rhéologiques conditionnent le bon fonctionnement de l’épuration mucociliaire ». La muqueuse nasale de 100 cm2 sécrète en moyenne 1 à 2 litres de mucus nasal par jour alors que l'homme respire quotidiennement 10 000 litres d'air. 
Lors d'un rhume, la couleur verte du mucus lorsqu’on se mouche provient du cytochrome (qui contient une forme chimique du fer de couleur verte) des oxydases des granulocytes neutrophiles luttant contre le rhume.
La rhinorrhée antérieure ou postérieure, désigne l'écoulement hydrique des parois nasales. 
Ce mucus entraîne avec lui poussière, pollen et microbes et est éliminé par la clairance mucociliaire : élimination interne dans l'estomac via la déglutition, élimination externe (mouchage, rhinorrhée).
En langage vulgaire, on parle de morve (à ne pas confondre avec la maladie de même nom) ou de nase, lorsqu'il est liquide, et de croûtes de nez (appelées crottes de nez dans le langage familier) lorsque le mucus nasal sèche en accumulant de la poussière. La rhinotillexomanie désigne la manie de se curer le nez pour ramener les croûtes de nez. La rhinotillexophagie est le fait de mucophages (en) qui mangent leurs croûtes (la convenance sociale le réprouve mais ce serait une manière de s'auto-immuniser, l'Institut Pasteur récoltait jusque dans les années 1980 des prélèvements bactériologiques de croûtes de nez d'enfants malades pour réaliser des autovaccins et une étude du professeur de biochimie Scott Napper semble confirmer ce bénéfice). 
Les excréments sont également normalement couverts d'une fine couche de mucus lubrifiant produit par l'intestin. Dans certaines circonstances pathologiques, en particulier lors de l'amibiase intestinale, les selles deviennent franchement muqueuses et sont désignées sous le terme de crachat rectal.

## Couleur et consistance du mucus
Elles peuvent parfois laisser présumer certaines pathologies[réf. nécessaire] :
- transparent et liquide : inflammation sans infection (allergie, asthme), reflux gastrique ou infections (sinusite, rhume, grippe). Un mucus très liquide est facilement nébulisé en fines gouttelettes lors de l'éternuement ; il devient alors un vecteur de contagion direct ou via des fomites ;
- jaune : infection ;
- vert : infection plus purulente, la couleur provenant de la présence de cellules immunitaires appelées neutrophiles dont l'activité nécessite l'assistance d'enzymes parmi lesquelles l'une contient du fer[25] (le cytochrome) ;
- bleu : infection au bacille pyocyanique ;
- rougeâtre : évoque une hémorragie (présence de sang qui pourrait couler).

## Pathologies et mucus
Les mucus ont des fonctions physiologiques importantes. Une production insuffisante ou excessive de mucus indique généralement un stress de l'organisme ou une maladie.
- Chez les poissons, certains champignons ou bactéries pathogènes peuvent dégrader ou envahir le mucus externes, conduisant généralement à la mort du poisson.
- Dans l'estomac, certaines bactéries pathogènes ont une morphologie et une motilité adaptées au mucus (ex : Helicobacter pylori trouvée chez l'Homme dans la muqueuse gastrique et associée à des jonctions intercellulaires de cellules épithéliales gastriques) ; cette bactérie, parmi d'autres bactéries spiralées est responsable de gastrites et d'ulcères de l'estomac[26]. La forme spiralée et la motilité particulière de ces organismes semblent leur donner un avantage sélectif dans un environnement visqueux et mucilagineux[26].
- Le mucus est une voie de contamination horizontale pour un certain nombre de maladies, chez diverses espèces (ex. : grippe) ; le mucus pulmonaire contient de l'acide sialique, qui est la cible des virus grippaux ;
- Le mucus intervient dans la première ligne de défense du système pulmonaire [27],[28], après la pilosité nasale et le réchauffement de l'air inhalé ; il fixe certaines particules, microbes et polluants avant qu'ils ne puissent atteindre les vacuoles pulmonaires et éventuellement passer dans le sang. Mais une production excessive de mucus pulmonaire peut conduire à l'obstruction[29] des bronches ou du système respiratoire, et éventuellement à la mort sans soins rapides et appropriés.
- Il est parfois nécessaire pour des raisons médicales de « réduire » la production de mucus ou le mucus produit. Les produits le permettant sont dits « mucolytiques » (ex. : N-acetyl-L-cysteine)[30].
- Dans le cas de carcinomes du colon expérimentalement induits (par exemple par exposition au diméthylhydrazine), le cancer colorectal nait de cellules néoplasiques qui perturbent le fonctionnement de l'intestin, avec notamment une production anormale de mucus intestinal, associée à des caractéristiques qui pourraient participer à l'invasion néoplasique[31]. 
La muqueuse colique (du colon) génère en permanence une couche de mucus jouant à la fois un rôle de protection et de lubrification du transit intestinal. Si la quantité et/ou la qualité de ce mucus est altérée, il y a pathologie ; c'est le cas dans les maladies inflammatoires de l'intestin, plus ou moins selon la gravité et l'étendue de la maladie. Un déficit en mucines sulfatées et un excès de sialomucines est fréquent chez les patients atteints de colite étendue avec changements dysplasiques, un taux prédominant de sialomucine associé est donc considéré comme indicateur de haut risque de malignité[32].